# League of Legends
League of Legends (Лигата на Легендите), наричана накратко LoL, (В България известна още като „Лига“) е безплатна мултиплеър 3D фентъзи онлайн игра (Multiplayer Online Battle Arena), в която играчите избират един от безплатните или закупените от тях с точки, които се печелят след победа, герои и се съревновават помежду си. С изиграването на мач играчите печелят, както опит, така и точки, с които могат да се сдобият с различни бонуси в играта. Играчът може да използва и валута в играта RP (Riot Points), която се купува с истински пари, но с нея също може да се сдобие и чрез бонусите. „League of Legends“ е създадена и разпространена от Riot Games за операционните системи Microsoft Windows и Mac OS X.
В играта, играчът приема ролята на невидим „повелител“ (summoner), който контролира „героят“ с уникални способности и се дуелира срещу други играчи или срещу компютърно контролирани герои. Всеки играч със старта на битката е слаб, като увеличава силата си със събиране на предмети и опит по време на играта. Целта обикновено е да се разруши „Нексуса“ (базата на противника).
(Nexus) в другия отбор, която представлява охранявана структура, наподобяваща кристал, стояща в сърцето на базата.
Популярността на „League of Legends“ нараства с годините. През юли 2012 година играта е била най-играната компютърна игра в Северна Америка и Европа по брой изиграни часове. През януари 2014 година над 67 милиона потребители на месец я играят, 27 милиона на ден и над 7,5 милиона едновременно по време на пиковите часове.
„League of Legends“ има реална конкурентна среда дори между континентите. Riot Games организират т.нар. „Championship Series“ в Северна Америка и Европа, в които 10 професионални отбора от всеки континент се състезават. Подобни състезания се правят и регионално в Китай, Южна Корея, Тайван, Южна Америка и Югоизточна Азия. Регионалните състезатели достигат и до ежегодния „World Championship“, който през 2013 година е давал награда от 1 милион долара и е събрал 32 милиона зрители онлайн. През 2014 и 2015 година наградата е достигнала 2,5 милиона долара, което я прави една от най-големите давани награди за подобен тип игри.

## Играта
Играта се състои от три режима на игра, наречени „Области на Правосъдието“: „Пропастта на повелителя“ (Summoner's Rift) и „Виещата Бездна“ (Howling Abyss). Играчите се състезават в мачове, обикновено с продължителност 30 – 40 минути. Във всеки игрови режим отборите работят заедно, за да постигнат крайната цел и победата, която може да се изразява или в унищожаване на основната цел, контролирана от противниковия отбор, известна като Nexus, или в улавянето и задържането на стратегическите точки за най-дълъг период от време. Всеки игрови режим включва разнообразие от малки междинни цели, които дават на играчите и отборите предимства при постигането на общата победа.
Във всички режими на игра, играчите контролират герои, наречени шампиони (champions), избрани или назначени за всеки мач, като всеки от тях притежава набор от уникални способности. Шампионите започват всеки мач на ниско ниво (първите нива е Summoner's Rift, и от трето ниво е Howling Abyss), като след това се трупа опит с течение на мача, докато не се стигне до максималното ниво 18. Напредването на нивата позволява на играчите да отключат специални умения за техните герои и да ги увеличават по различни начини, които са уникални за всеки. Играчите също започват всеки мач с малко количество злато и могат да печелят допълнително през целия двубой по най-различни начини: като убиват други герои, известни като слуги и чудовища; като убиват или помагат да се убие врага; чрез унищожаване на структурите на врага; както и чрез използването на уникалните придобити способности. Опитът на героя, спечеленото злато и купените предмети са специфични за всеки мач и са валидни само за него. По този начин, всички играчи започват всеки мач на повече или по-малко равни начала по отношение на противниковия отбор.
Нивото на един играч започва от първо и може да достигне 200. С увеличаването на нивата се отключват различни карти и режими, които не са достъпни за новите играчи, като може и да се ползват две способности, наречени „магии на повелителя“. Играчите също отключват „руни“(runes) и „надмощия“ (masteries), които могат да се използват за осигуряване на малки бонуси на героя в битка.
Бонусите, които се дават за действията на слугите или играчите се наричат Бъфове. Обикновено са постоянни, но има и временни. Могат да са свързани със здравето, издръжливостта, силата на героя.
Всички игрови режими ползват системата за относителна оценка на играча – ЕЛО. Поведението на играчите се следи и тези, които показват лошо поведение може да подлежат на различни санкции. Те се определят, чрез автоматизирана система, и варират от предупреждения и чат ограничения до временни и постоянни забрани от играта. Тази система заменя по-ранната система, наречена Трибунал, при която се изпращат данни до всички играчи и общността колективно решава дали поведението на играча подлежи на санкции. Постоянните забрани все още се преглеждат и налагат ръчно.

### Игрови карти
Лигата на Легендите се състои от три основни карти или „Полета на правосъдието“ (Fields of Justice), като всяка има различни терени, цели и условия за победа, както и разнообразни магии и предмети.

#### Summoner's Rift
Картата Summoner's Rift („Пропастта на повелителя“) е най-популярната карта в играта. В нея два отбора от петима играчи се състезават за да унищожат „Нексусът“ / Nexus/, който се охранява от редица отбранителни структури, кули и защитници от противниковия отбор. В противниковата база има само един „Нексус“, който се намира на противоположните страни на картата, в горния десен ъгъл или долния ляв. Тези структури непрекъснато създават други слаби герои, известни като слуги, които дават преднина за преминаването през противниковия отбор в три „коридора“: отгоре, отдолу и по средата. Играчите се състезават за тези слуги, които помагат за унищожаването на противниковите структури, постигане на междинни цели и в крайна сметка за победата.
Между тези коридори в играта, има неутрални полета известни като „Джунглата“ и „Реката“. Джунглата е съставена от четири квадранта и съдържа различни мощни други герои, известни като Чудовища. Реката пресича картата от горния ляв до долния десен ъгъл и съдържа три вида неутрални Чудовища – „Дегизиран рак“ (Scuttle Crab), „Дракон“ (Dragon) и „Барон Нашор“ (Baron Nashor).
Областта на Правосъдието Summoner's Rift разполага с редица междинни цели. Те предоставят набор от предимства, които позволяват на играчите да постигнат по-добра цялостна победа:
- Кули (Turrets) – Всеки коридор се охранява от двете страни с мощни отбранителни структури, наречени кули. Те атакуват вражеските слуги и играчите, които ги приближават. Кулите нападат не само играчите, които доближават, но и тези, които започват да се съревновават с противниковия отбор. Така, ако слугите са на страната на отбора, който напада, може отбора да премине без да бъде атакуван. Когато се унищожат кулите в зависимост от местоположението си те осигуряват злато и опит. Кулите в един мач се унищожават еднократно и не могат да се възстановят. Някои кули ще се възстановят с течение на времето, ако са само повредени и не са напълно унищожени.
- Инхибитори (Inhibitor) – Всеки коридор съдържа един инхибитор. Инхибиторите могат да бъдат атакувани, след като отборът е унищожил трите кули, охраняващи всяка лента. Унищожаването на инхибитор кара противниковия отбор да изпрати свои Супер слуги, които са по-силни от обикновените и осигуряват на обикновените бъф. Унищожените инхибитори осигуряват злато на героя, който ги е унищожил. Инхибиторите се възстановяват след пет минути или с течение на времето, ако са повредени, но не и унищожени напълно.
- Барон Нашор (Baron Nashor) – Барон Нашор е мощно чудовище, намиращо се в горната част на реката. Убийството на Барон Нашор осигурява бъф за всички членове от отбора, който го е убил, което прави слугите им по-мощни, както и дава опит и злато. Това чудовище се възстановява седем минути, след като е било убито.
- Дракон (Dragon) – Драконът е мощно чудовище, което се намира в долната част на реката. Убиването му осигурява бъф на всички членове от отбора, който го е убил и се увеличава бойната статистика, която се натрупва кумулативно до пет убити дракона. Драконът се възстановява шест минути, след като е бил убит.
- Син Страж и Червен Брамбълбек (Blue Sentinel and Red Brambleback) – По един син страж има в първия и третия квадрант на Джунглата, а по един червен брамбълбек има във втория и четвъртия. Убиването на тези чудовища дава бъф, който осигурява допълнителна бойна статистика на играча, който ги е убил. Чудовищата се разпадат след определен период от време. Всяко чудовище се възстановява след пет минути.
- Дегизирания Рак (Scuttle Crab) – По един рак има от двете страни на Реката. Убиването на това чудовище предоставя пространство, за да се създаде Скоростен Олтар (Speed Shrine), който временно увеличава скоростта на съюзническите шампиони да се движат през района. Това чудовище се възстановява и светилището изчезва след три минути.
- Допълнителни Неутрални Чудовища – други чудовища се появяват в различни интервали от времето из цялата Джунгла, като предоставят бъфове за играчите, ако магията на повелителя се използва върху тях.

#### Twisted Treeline
Подобно на Summoner's Rift и тук, в Twisted Treeline / „Усукана гора“/, два отбора с по трима героя се състезават, за да унищожат Нексуса на противниковия отбор, който се охранява от кули. По един Нексус има във всяка база отляво и отдясно на картата. Непрекъснато се създават слуги, които напредват към базата на врага, като се движат по два начина: по горният и долният коридор или по левия и десния на картата. Играчите се състезават, за да преминат слугите към тяхната страна и да им помогнат да унищожат противниковия отбор. Между вражеските бази има неутрална зона, която е Джунглата. В Усуканата гора има редица междинни цели, които предоставят набор от предимства, а те позволяват на играчите да се постигне по-добра цялостна победа. Освен Кули и Инхибитори, в Усуканата гора има и Олтари и чудовища.
- Олтари (Altars) – Джунглата съдържа два олтара, разположени на лявата и дясната страна, които могат да бъдат завоювани от играчи, намиращи се върху тях за кратък период от време. Така завзетите олтари осигуряват допълнително бойно надмощие на целия отбор. То се губи с губенето от противниковия отбор.
- Vilemaw е чудовище, което представлява огромен паяк, намиращ се в центъра на горната част на картата. Убиването му дава злато и бъфове на отбора, които намаляват с течение на времето. Vilemaw се възстановява пет минути, след като е бил убит.
- Скоростен Олтар (Speed Shrine) – В центъра на картата се намира олтарът, който временно увеличава скоростта на движението на играчите, които преминават през района, както и периодично дава бъф, който може да допълни здравето на героя за малка сума.

Howling Abyss
Отборите в Howling Abyss /„Виещата Бездна“/ са разпределени, както в Summoner's Rift – два отбора по пет играча. Нексусът е един за всеки отбор, разположен отляво и отдясно. Слуги се създават непрекъснато. За разлика от предишните две карти, при Виещата Бездна няма неутрално място и има само един централен коридор. Също така играчите не могат да се върнат в базата си, за да се излекуват или да закупят предмети, освен ако не са убити. Във Виещата Бездна също се предоставят междинни цели за бъфове. Освен Кулите и Инхибиторите, в тази игрова карта има и Здравни Реликви.
- Здравни Рекилкви (Health Shrines) – Намират се в централния коридор и срещу малка сума могат да възвърнат здравето на играча.

Лигата на Легендите включва редица видове игри и опции за мачове, които позволяват различни условия на режим на играта.
- The Tutorial е първият тип игра за нови потребители, който се играе в Twisted Treeline /Усуканата Гора/ с помощ по време на битката.
- Co-op Vs. AI е достъпна за нови играчи след завършване или отказването от урока. Играе се в Summoner's Rift, Howling Abyss /Виещата Бездна/ или Crystal Scar /Кристалният Белег/ с отбори от три или пет играчи срещу противниковия отбор от изкуствен интелект (AI).
- Custom игрите позволяват на играчите да играят всеки режим на игра с всяка комбинация от играч или AI съотборници и противници.
- Normal Matchmaking е на разположение на играчите при достигане на ниво 10, и използва автоматизирана система за разпределяне на отборите, за да се сдвоят екипи от равнопоставени играчи един срещу друг.
- Ranked Matchmaking е на разположение на играчите при достигане на ниво 30. Позволява на играчите да се състезават с равнопоставени на тях от техния регион.
- Team Matchmaking позволява предварително направени екипи от трима или петима играчи да се състезават един срещу друг с равнопоставени по опит екипи.

### Избор на герой
Лигата на Легендите предоставя четири начина на отборите да изберат за кой шампион да играят.
- Blind Pick позволява на двата отбора да изберат своите шампиони едновременно, като не знаят избора на противниковия отбор, докато не започне мача. Този избор е достъпен в Summoner's Rift, Twisted Treeline и Crystal Scar, както и за всички видове Custom игри.
- Draft Pick позволява на играчите да изберат две от тях желани линии (коридори) на картата на които да играят, за разлика от Blind Pick, където отборът трябва да се разбере кой на коя линия ще изиграе играта, също така позволява на двата отбора да забрани пет шампиона, като всеки един участник от отбора забранява по един герой, който след това да не може да се избере от противниковия отбор. Отборът прави своя избор за герои и вижда избора герои на противниците, което позволява за по-добра подготовка срещу противника. Също така за разлика от Blind Pick, в Draft Pick един герой може да съществува само в единия от двата отбора, и по този начин не позволява за Огледални битки (Mirror match-up) Този избор е достъпен в Summoner's Rift и за всички видове Custom игри.
- Team Builder позволяваше система за изграждане на екипи, базирани на предпочитаната роля и герой на всеки играч. Този избор е достъпен само за Summoner's Rift, и е премахнат 2016 г., като днешния Draft Pick съдържа много елементи от Team Builder.
- ARAM (All Random All Mid) произволно възлага шампион на всеки играч. Този избор е достъпен в Howling Abyss /Виещата Бездна/ и за всички видове Custom игри.

### Режими на играта
Има два режима на първична игра Класически и господство.
- Classic /„Класически“/ режимът на играта изисква да се унищожи Nexus на врага, като защитата е самостоятелна и се играе на карти Summoner's Rift, Twisted Treeline и на Howling Abyss.
- One for All („Един за всички“) режимът е първият ограничен по време тип игра, който се въвежда през 2013 г. В този режим, екипите забраняват шампионите. След това гласуват кой шампион да играе и шампионът с най-много гласове се активира и се играе от целия екип от пет души. В случай на равенство на гласовете, шампионът се избира на случаен принцип между тези с най-висок вот. „Един за всички“ се играе на карти Summoner's Rift и Howling Abyss. Този режим на игра в края на месец май 2014 г. се преобразува в One For All: Mirror Mode, при който всички десет играча играят с един шампион. Mirror Mode се играе само на Howling Abyss.
- Showdown е вторият режим игра с ограничено време, достъпен от 2013 г. Showdown се играе от един срещу един или двама срещу двама на карта Howling Abyss. Всеки отбор играе, докато някой постигне една от трите цели: унищожаване на вражески купол, достигане на 100 убити слуги или убиване на вражески играч (ако играчите са двама играчи към двама се играят два мача).
- Режим Hexakill е третият ограничен по време режим и се играе на Summoner's Rift. Всеки отбор се състои от шест играчи, вместо типичните пет. Hexakill е върнат към карта Twisted Treeline през 2014 г., като седми ограничен по време тип режим.
- Режим Ultra Rapid Fire (URF) е въведен през 2014 г. като четвърти ограничен по време тип. Всички шампиони могат да печелят мощни подобрения към техните бойни умения: увеличена скоростта на движение, по-бърза пасивна печалба от злато, допълнителна енергия, и по-голяма мощ в атаките. За някои шампиони този режим е забранен.
- Doom Bots of Doom е петият ограничен по време режим игра, създаден през 2014 г. Играе се на карта Summoner's Rift, където петима играчи се изправят срещу пет AI врагове с драстично променени способности, които им позволяват да се справят по-лесно с нанесените щети. В този режим има три нива на трудност.
- Ascension е шестият ограничен по време режим игра и е създаден като част от събитието Shurima на 10 септември 2014 г. Той се играе на Crystal Scar. Точките, които водят до победа може да се начисляват по много начини: като се убиват вражески шампиони, като се събират реликви на Shurima, или като се убие the Ascended /„Възнесеният“/ – могъщ враг, който е разположен в центъра на картата и има мощен бъф за убиване на играчи. Картата на която се играе Crystal Scar също е модифицирана. Най-външната част на картата е погълната от пясъчна буря, така че играчите могат да излизат само чрез платформи за телепортация, достъпна за всеки, но не могат да влизат повторно, освен ако не ги убият. Печеленето на злато и опит също е модифицирано, като всички играчи печелят накрая еднакво количество от тях, независимо от личните асистенции.
- Legend of the Poro King е осмият ограничен по време режим игра, който се прилага на карта Howling Abyss и е от 2015 г. И двата отбора са снабдени с уникални Summoner магии, които им позволяват да използват способностите на фиктивни животни, по различни начини. Всеки удар с хвърлено „Поро“ по врата на вражески шампион носи една точка. При достигане на 10 точки, the Poro King се зарежда и се бие на страната на отбора.

### Микро покупки
В „Лигата на Легендите“ се борави с микро покупки, използващи Riot Points (RP) – вътрешна валута за играта, която може да бъде закупена от играчите от клиентски магазин. RP могат да бъдат използвани за закупуване на шампиони, шампионски визии (champion skins), визии на райони (ward skins), районни Summoner икони, както и някои екстри за мулти-варианта на играта. Алтернативно играчите печелят Blue Essence(BE) („синя есенция“), които са вторична валута, като вдигат нива на акаунта си, което става възможно като се играят matchmade игри (Игри с произволни играчи, които са събрани заедно от играта и НЕ от друг играч, като при къстъм (Custom) игрите). BE по принцип може да се използва само за закупуване на герои, с малки изключения при специални случаи за кратко време също може да се купува козметика с BE. Единсвената козметика, която не може да се закупи с BE никога е козметика за външния вид на шампионите. Обратно, RP може да се използват, за да си купите всички елементи в играта. League of Legends е безплатна игра и всички покупки в играта със съществен ефект върху нея могат да бъдат придобити и чрез игра.

## Разработка
Разработчикът на играта Riot Games в кооперация с Brandon Ryze Beck и Marc Tryndamere Merrill си партнират със Стив Guinsoo Feak, предишния дизайнер на популярната игра Warcraft III: The Frozen Throne и на клиентската карта Defense of the Ancients и Steve Pendragon Mescon, администраторът на официалната поддържаща за основната карта и базата за разработка на League of Legends. Използвайки оригинала на DotA разработен от Eul (оригиналът на Defence of The Ancients картата за Warcraft III: Reign of Chaos) като основа, Guinsoo изработва DotAAllstars чрез вграждане на негов собствен микс от ново съдържание, като силно разширява гамата от герои, добавя много елементи и представя варианти за изменение на самия процес на игра. Guinsoo след това пуска версия 6 на картата под името IceFrog.
Идеята за духовен наследник на ДотА, който да бъде самостоятелна игра, а не друг мод на Warcraft III, започва да се материализира в края на 2005 г. Лигата на Легендите се ражда, когато няколко много активни членове на DotA общността решават, че геймплеят е толкова забавен и новаторски, че представлява нов жанр и заслужава да бъде професионална игра със значително подобрени функции и услуги. Riot Games официално открива офиса си през септември 2006 г., а има над 1000 души, работещи над Лигата на Легендите. Marc Merrill, при създаването на различните шампиони в играта, вместо да допусне до създаването на шампиони само няколко души решава процеса на създаване на шампиони да е към всички в компанията на базата на шаблон и всички да гласуват кои шампиони да влязат в играта.